# Vila Real de Santo António
Vila Real de Santo António ([ˈvilɐ ʁiˈal dɨ ˌsɐ̃tɐ̃ˈtɔnju]
 ( lyssna)) är en stad och kommun i östra delen av Algarve i södra Portugal. Den ligger vid floden Guadianas mynning på den västra stranden mitt emot den spanska staden Ayamonte.                                                                                            

Staden har cirka 10 500 invånare, och är huvudorten i Vila Real de Santo Antónios kommun.
Dess gator är raka, relativt breda och regelbundet utlagda, med ett kvadratiskt torg (Praça Marquês de Pombal) i mitten.
Den är en känd turistort vid Portugals sydkust (Algarvekusten), och ett viktigt centrum för handel och fiskeindustri.

Kommunen har 19 156 invånare (2020) och en yta på 61 km².
Den består av 3 kommundelar (freguesias).
Den hör administrativt till distriktet Faro och statistiskt till regionen Algarve samt till dess motsvarande kommunalförbund ("Comunidade Intermunicipal do Algarve"; ”AMAL”).

## Ortnamnet
Ortnamnet Vila Real de Santo António är sammansatt av Vila Real (”ort som grundades av en kung”) och Santo António (”namnet på helgonet Antonius av Lissabon”). 

## Historia
Dagens Vila Real de Santo António byggdes 1774 på den plats där den tidigare fiskarbyn Santo António de Avenilha låg, innan den totalförstördes av den stora  jordbävningen och tsunamin 1755.                                                                                                                                               Den nya staden planerades och byggdes 1774 av dåvarande statsministern markis av Pombal.

## Freguesias

Kommunen Vila Real de Santo António är indelat i tre freguesias (kommundelar):
- Monte Gordo
- Vila Nova de Cacela
- Vila Real de Santo António